# Amminadab
Segons la Bíblia, Amminadab (en hebreu עמינדב בן-רם Aminadav ben Ram) va ser el fill d'Aram, membre de la tribu de Judà.
Va néixer durant el temps en què els israelites van viure a Egipte. Els seus fills van ser:
- Naasson
- Elixeba, casada amb el summe sacerdot Aaron.[3]